# Satyrspiel

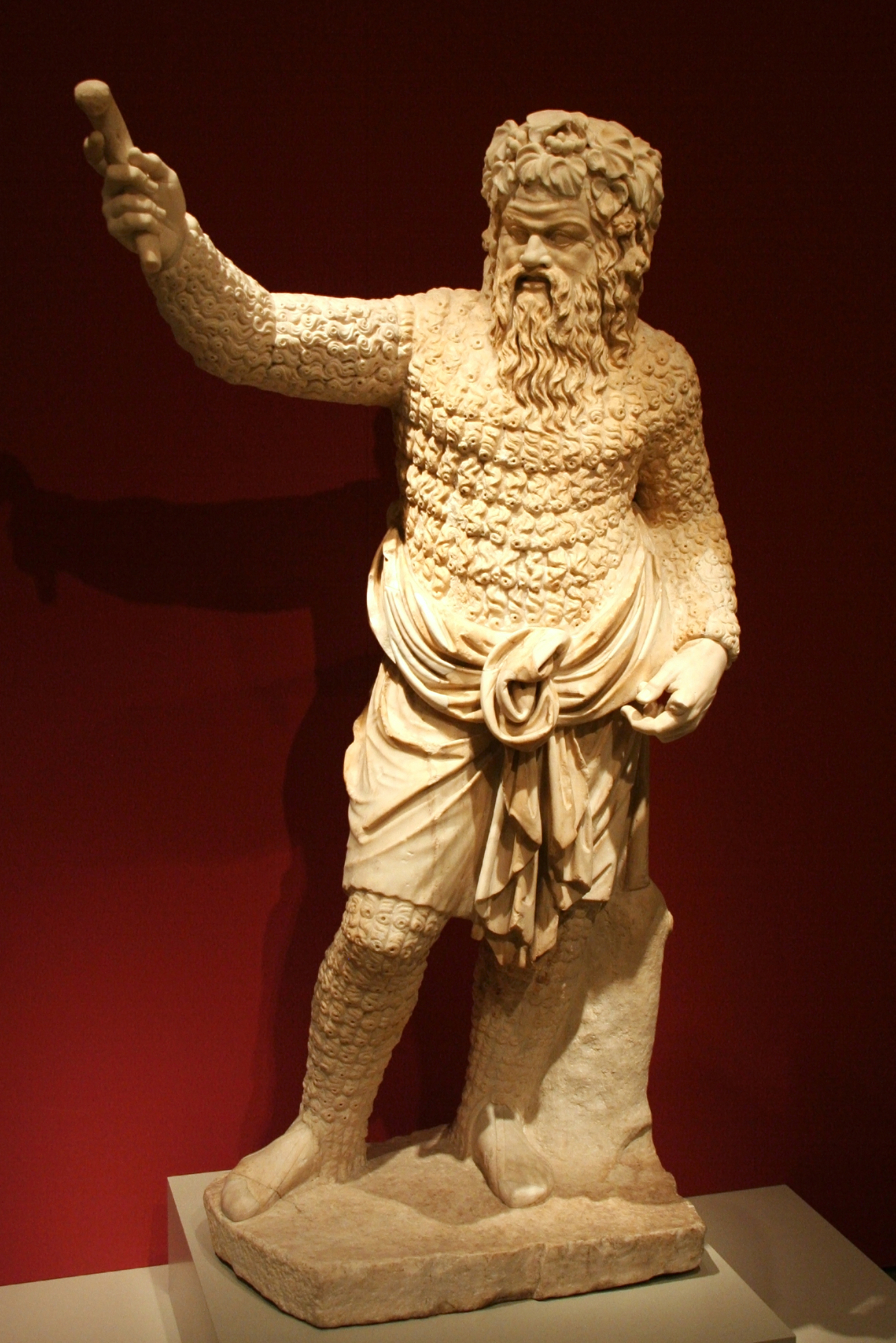
Schauspieler im Kostüm des Papposilen (Antikensammlung Berlin)

Ein Satyrspiel ist eine Gattung des antiken Dramas, die von Pratinas wahrscheinlich 502/501 v. Chr. in Athen eingeführt wurde. 
Am tragischen Agon der Großen Dionysien führte jeder Tragiker jeweils drei Tragödien und ein Satyrspiel auf. Das Satyrspiel ist ein heiteres, befreiendes Nachspiel, das den drei Tragödien folgte. Tragödien und Satyrspiel bilden eine Tetralogie. Formal gliedert sich das Satyrspiel gleich der Tragödie in Prolog, Parodos, Stasimon und Epeisodia sowie Exodos.

## Inhalt und Funktion
In den athenischen Satyrspielen kommentierte eine Gruppe Satyrn, geführt von einem auch als Schauspieler in den Epeisodien auftretenden Silen, das Geschehen. „Gestaltet werden … aus dem reichen Reservoir des Mythos heitere oder doch unproblematische, oft märchenhafte Stoffe.“ Bei den namengebenden Satyrn handelt es sich um mythologische Figuren, halb Mensch, halb Tier. Es sind Walddämonen, die sich gern um Dionysos scharen, dessen Schwäche für Sinnesgenüsse sie teilen. Konfrontiert werden die Satyrn mit Situationen und Umgebungen, die nicht ihrem „natürlichen“ Umfeld entsprechen. Sie müssen Aufgaben lösen, die nicht in ihrem Wesen liegen, und Göttern dienen, die so ganz andere Eigenschaften aufweisen als der von ihnen verehrte Dionysos. 
Der sich ergebende Spannungsbogen führt zu heiteren Situationen und ermöglicht den verschiedenen Funktionen des Satyrspiels, ihre Wirkung entfalten zu lassen. Es dient als spannungslösender Kontrast zur zuvor aufgeführten Tragödientrilogie. Neben dem psychologischen Moment war ein wichtiger Aspekt des Spiels, Dionysos, dem die Feste gewidmet waren, oder das dionysische Element noch einmal in den Mittelpunkt zu rücken. In den vorausgehenden Tragödien spielte Dionysos eine immer geringere Rolle.

## Überlieferung
Von etwa 75 Satyrspielen sind Autor und Titel bekannt. Das einzige vollständig überlieferte Satyrspiel von etwa 300, die während der Großen Dionysien im 5. Jahrhundert v. Chr. zur Aufführung gelangt sein müssten, ist der Kyklops (ca. 408 v. Chr.) von Euripides. Außerdem sind von einigen Stücken mehr oder minder kurze Fragmente erhalten. Größere Partien wurden im ägyptischen Oxyrhynchos von Sophokles’ Ichneutai mit etwa 450 Versen und den Diktyulkoi des Aischylos mit etwa 830 Versen gefunden. Von diesem sind auch größere Fragmente der Isthmiastai oder Theoroi bekannt. Da oftmals Titel der Satyrspiele zugleich Titel bekannter Komödien waren, wurden die Titel mit dem Zusatz satyrikos, satyrikon drama oder satyroi näher bezeichnet.
Wie die Tragödie erfreute sich auch das Satyrspiel in hellenistischer Zeit großer Beliebtheit. Inschriftlich gesichert ist die Aufführung von Satyrspielen bis ins 1. Jahrhundert v. Chr. Ein einzig dastehendes Zeugnis belegt für Thespiai gar ein Satyrspiel im 2. Jahrhundert n. Chr. Von den Römern wurde die Gattung kaum aufgegriffen. Gleichwohl merkt der römische Architekt Vitruv an, dass das Satyrspiel eine eigene Szenerie mit Bäumen, Höhlen und Bergen in einer offenen Landschaft verlange. Horaz widmet sich in seiner Ars poetica ausführlich dem Satyrspiel, seinem Aufbau und seinem Stil, woraus eine gewisse Bedeutung der Gattung zu seiner Zeit zu erschließen ist. Der kaiserzeitliche Horazkommentator Pomponius Porphyrio nennt bei Erörterung der Stelle den älteren Zeitgenossen Ciceros Lucius Pomponius – sonst als Verfasser von atellanae fabulae bekannt – als Dichter von Satyrspielen. Von Ciceros Bruder Quintus ist bekannt, dass er ein Stück namens Syndeipnoi verfasste. Ob es sich dabei wie bei dem gleichnamigen Drama des Sophokles um ein Satyrspiel handelte, ist ungewiss.

## Nachwirken
Ein Satyrspiel im antiken Sinne, das auf seine Tannhäuser-Tragödie folgen sollte, schuf Richard Wagner mit seiner musikalischen Komödie Die Meistersinger von Nürnberg. Friedrich Dürrenmatt bezeichnete seine Komödie Die Physiker (1961) als Satyrspiel. Im Jahr 2014 erschien das Satyrspiel Die Visite von Karl F. Masuhr. Beide Stücke sind burleske Kriminalkomödien, die in der „klinischen“ Wirklichkeit spielen.